# 飛鳥幸一
飛鳥 幸一（あすか こういち、1968年1月30日 - ）は、日本の男性俳優、声優。宝井プロジェクト所属。福岡県出身。以前はカメレオンハウスに所属していた。
旧名：加藤 雅也、飛鳥 紅一。

## 出演

### テレビ
- 中居正広の金曜日のスマたちへ
- こたえてちょーだい!
- 信長 KING OF ZIPANGU（1992年、大河ドラマ）宗吉
- 徳川慶喜（1998年、大河ドラマ）
- ショカツ（2000年）
- はるちゃん4（2000年）
- 超星神グランセイザー（2003年 - 2004年）ガダル星人の声
- 幻星神ジャスティライザー（2004年 - 2005年）サイバーナイト・ゼッカードの声
- はるか17（2005年）
- DRAMA COMPLEX（2006年）
  - 「嘘をつく死体」倉林英一
  - 「ウィルスパニック2006夏〜街は感染した〜」
- チルドレン（2006年）
- 黒い春（2007年）
- ホテリアー（2007年）
- 菊次郎とさき（2007年）
- おいしいごはん 鎌倉・春日井米店（2007年）
- エジソンの母（2008年）

### 映画
- ケルベロス-地獄の番犬（1991年）
- トーキング・ヘッド（1992年）

### テレビアニメ
- クッキングパパ（肉屋）
- 仙界伝 封神演義（伯邑考、侍従、兵）
- らんま1/2
- リトルマーメイド
- クマのプー太郎（偏西風くん）

### OVA
- CBキャラ 永井豪ワールド（1990年 - 1991年、お掃除隊A、グレンダイザー、デーモン隊A)
- めぞん一刻（1991年、船の客たち）
- 機動警察パトレイバー（1991年、整備員）
- 最遊記
- 菜々子解体診書（刑事）

### ゲーム
- 月満ちたる稜線（1998年）上原誠
- 悠久幻想曲 ensemble（1998年）
- エミーリア（2001年）レイドリック、アンディ

### ドラマCD
- クーデルカ（エイリアス）
- CDドラマコレクション 最遊記（凱黄）
- THE KING OF FIGHTERS'97 DRAMA CD 〜激突編〜（男B）※加藤雅也名義
- THE KING OF FIGHTERS'97 DRAMA CD 〜宿命編〜（ナンパ男）
- ストリートファイターEX ドラマCD（記者）
- ストリートファイターEX2 ドラマCD（若者A）
- マリーのアトリエ ドラマCD（冒険者）

### 舞台
- グイン・サーガ 炎の群像（1995年）マリウス　加藤雅也名義
- 天狼星（1997年）伊庭緑郎　加藤雅也名義